# 仲洞町
仲洞町（なかぼらちょう）は、愛知県瀬戸市古瀬戸連区の町名。丁番を持たない単独町名である。

## 地理
- 瀬戸市の中央部に位置する[8]。西を東郷町、北を寺本町・王子沢町、東を東洞町、南を南東町・西洞町と隣接している[8]。
- 瀬戸の古い窯業集落として発展した地域[9]。陶磁器生産地域で中小工場と住宅が混在する[8]。

### 河川
- 寺本川（瀬戸川支流） ： 町の西部を暗渠で北西に流れている。

### 学区
市立小・中学校に通う場合、学区は以下の通りとなる。また、公立高等学校普通科に通う場合の学区は以下の通りとなる。
| 番・番地等 | 小学校                 | 中学校                 | 高等学校 |
| ---------- | ---------------------- | ---------------------- | -------- |
| 全域       | 瀬戸市立にじの丘小学校 | 瀬戸市立にじの丘中学校 | 尾張学区 |

## 歴史

### 町名の由来
山地の谷が行きづまる所を洞と呼び、瀬戸村東部にある宝泉寺の南方を通称「洞」と呼んでいた。その洞地区の中央部にあたることから、町名設定の際に仲洞町としたという。

### 沿革
- 1942年（昭和17年）1月9日 - 瀬戸市大字瀬戸字仲洞・東郷の各一部により、同市仲洞町として成立[2]。

## 世帯数と人口
2025年（令和7年）2月1日現在の世帯数と人口は以下の通りである。
| 町丁   | 世帯数 | 人口 |
| ------ | ------ | ---- |
| 仲洞町 | 36世帯 | 59人 |

### 人口の変遷
国勢調査による人口の推移
| 1995年（平成7年）  | 153人 | [ 13 ] |  |
| 2000年（平成12年） | 139人 | [ 14 ] |  |
| 2005年（平成17年） | 124人 | [ 15 ] |  |
| 2010年（平成22年） | 97人  | [ 16 ] |  |
| 2015年（平成27年） | 77人  | [ 17 ] |  |
| 2020年（令和2年）  | 67人  | [ 18 ] |  |

### 世帯数の変遷
国勢調査による世帯数の推移。
| 1995年（平成7年）  | 56世帯 | [ 13 ] |  |
| 2000年（平成12年） | 55世帯 | [ 14 ] |  |
| 2005年（平成17年） | 51世帯 | [ 15 ] |  |
| 2010年（平成22年） | 43世帯 | [ 16 ] |  |
| 2015年（平成27年） | 40世帯 | [ 17 ] |  |
| 2020年（令和2年）  | 38世帯 | [ 18 ] |  |

## 交通

### 鉄道
町内に鉄道は走っていない。最寄り駅は名鉄瀬戸線尾張瀬戸駅になる。

### バス
町内にバスは走っていない。最寄りのバス停は、名鉄バス「しなの線（瀬戸北線）」【1】【1H】【2】【2H】【3】【4】系統、同「本地ヶ原線」【10】系統の陶祖公園バス停になる。

### 道路
町内に国道・県道は走っていない。

## 施設
- 窯垣の小径資料館 ： 明治後期の「本業焼」の窯元をそのまま活かす形で改修した趣のある資料館[19]。
- 窯垣の小径ギャラリー ： 江戸時代に建てられた旧窯元のお屋敷を利用したギャラリー[20]。
- 五山 楽窯房 ： 伝統工芸作家の加藤五山の染付技法を、現代の生活に生かした作品づくりが特長[21]。

- 窯垣の小径資料館
- 窯垣の小径ギャラリー
- 五山 楽窯房

## その他

### 日本郵便
- 郵便番号 : 489-0833[6]（集配局：瀬戸郵便局[22]）。